# 山脇直祐
山脇 直祐（やまわき なおすけ、1981年9月 - ）は日本の社会学者（都市計画論、自治体政策論）。学術博士。北九州市立大学大学院講師。大阪府寝屋川市出身。

## 略歴
2004年に九州国際大学法学部法律学科卒業、2006年に同大学院法学研究科修士課程修了。2009年、北九州市立大学大学院社会システム研究科博士課程修了。翌年より北九州市立大学基盤教育センター、2012年より同大学院法学研究科で非常勤講師。その他複数の大学、専門学校で地域社会システム学の講師を務めている。
2017年には政策情報学会学会賞（研究大会賞）を受賞した。